# Куаттордио
Куаттордио (итал. Quattordio) — коммуна в Италии, располагается в регионе Пьемонт, в провинции Алессандрия.
Население составляет 1704 человека (2008 г.), плотность населения составляет 96 чел./км². Занимает площадь 18 км². Почтовый индекс — 15028. Телефонный код — 0131.
Покровителями коммуны почитаются святые апостолы Пётр и Павел, празднование 29 июня.

## Демография
Динамика населения:

## Администрация коммуны
- Официальный сайт: http://www.comune.quattordio.al.it/